# Pșenîcinîkî, Tîsmenîțea
Pșenîcinîkî (în ucraineană Пшеничники) este localitatea de reședință a comunei Pșenîcinîkî din raionul Tîsmenîțea, regiunea Ivano-Frankivsk, Ucraina.

## Demografie
Componența lingvistică a localității Pșenîcinîkî
     Ucraineană (99,51%)
     Alte limbi (0,41%)
Conform recensământului din 2001, majoritatea populației localității Pșenîcinîkî era vorbitoare de ucraineană (99,51%), existând în minoritate și vorbitori de alte limbi.